# Atlantic City (película de 1980)
Atlantic City  es una película de crímenes y romántica francocanadiense de 1980 dirigida por Louis Malle. Filmado a fines de 1979, fue lanzado en Francia y Alemania en 1980 y en los Estados Unidos en 1981. Estuvo protagonizada por Burt Lancaster y Susan Sarandon en papeles principales, le siguen Kate Reid , Robert Joy , Hollis McLaren y Michel Piccoli.
Atlantic City fue lanzado el 19 de diciembre de 1980 por Paramount Pictures. Recibió elogios de la crítica y fue candidata a las cinco grandes y principales candidaturas de los Premios Óscar: Mejor película , Mejor director , Mejor actor (para Lancaster), Mejor actriz (para Sarandon), y Mejor guion original , aunque no tuvo ninguna victoria en la ceremonia.

## Sinopsis
Lou (Burt Lancaster) es un gánster de poca monta con sueños de grandeza. En Atlantic City, la ciudad del juego, conoce a Sally (Susan Sarandon), una joven que está aprendiendo en un casino el oficio de croupier. Aparece el marido de Sally con droga que ha robado a la mafia, y que entrega a Lou para que la venda. Pero antes de que Lou pueda darle el dinero al marido de Sally, a este lo matan. Más tarde se presentan los que tenían la droga y amenazan con matar a Sally si no la devuelve.

## Reparto
- Burt Lancaster: Lou Pascal.
- Susan Sarandon: Sally Matthews.
- Kate Reid: Grace Pinza.
- Robert Joy: Dave Matthews.
- Hollis McLaren: Chrissie.
- Michel Piccoli: Joseph.
- Al Waxman: Alfie.
- Sean Sullivan: Buddy.
- Robert Goulet: el mismo.

## Reconocimiento
La película tuvo cinco candidaturas a los Oscar, a la mejor película, al mejor director, al mejor actor principal (Burt Lancaster), a la mejor actriz principal (Susan Sarandon), y al mejor guion original. Además fue ganadora del León de oro en el Festival de cine de Venecia.